# ФРГ на летних Олимпийских играх 1984
На летних Олимпийских играх 1984 года сборная ФРГ завоевала 17 золотых, 19 серебряных и 23 бронзовых медали, что вывело сборную на 3-е место в неофициальном командном зачёте.

## Медалисты
| Медаль  | Спортсмен | Вид спорта                  | Дисциплина                                            |
| ------- | --- | --------------------------- | ----------------------------------------------------- |
| Золото  | Дитмар Мёгенбург | Лёгкая атлетика             | Мужчины, прыжки в высоту                              |
| Золото  | Рольф Даннеберг | Лёгкая атлетика             | Мужчины, метание диска                                |
| Золото  | Ульрике Мейфарт | Лёгкая атлетика             | Женщины, прыжки в высоту                              |
| Золото  | Клаудия Лош | Лёгкая атлетика             | Женщины, толкание ядра                                |
| Золото  | Ульрих Айке | Гребля на байдарках и каноэ | Мужчины, каноэ-одиночки, 1000 м                       |
| Золото  | Фреди Шмидтке | Велоспорт                   | Мужчины, велотрек, гит 1000 м                         |
| Золото  | Райнер Климке | Конный спорт                | Выездка, индивидуальное первенство                    |
| Золото  | Райнер Климке Херберт Круг Уве Зауэр | Конный спорт                | Выездка, командное первенство                         |
| Золото  | Эльмар Боррман Фолькер Фишер Герхард Хеер Рафаэль Никкель Александер Пуш | Фехтование                  | Мужчины, шпага, командное первенство                  |
| Золото  | Сабина Бишофф Цита-Эва Функенхаузер Корнелия Ханиш Кристиане Вебер Уте Кирхайс-Вессель | Фехтование                  | Женщины, рапира, командное первенство                 |
| Золото  | Франк Винеке | Дзюдо                       | Мужчины, до 78 кг                                     |
| Золото  | Михаэль Дюрш Альберт Хеддерих Раймунд Хёрман Дитер Виденман | Академическая гребля        | Мужчины, четвёрки парные                              |
| Золото  | Михаэль Гросс | Плавание                    | Мужчины, 200 м вольным стилем                         |
| Золото  | Михаэль Гросс | Плавание                    | Мужчины, 100 м баттерфляем                            |
| Золото  | Карл-Хайнц Радшински | Тяжёлая атлетика            | Мужчины, до 75 кг                                     |
| Золото  | Рольф Мильзер | Тяжёлая атлетика            | Мужчины, до 100 кг                                    |
| Золото  | Паскаль Пассарелли | Борьба                      | Мужчины, греко-римская борьба, до 57 кг               |
| Серебро | Карл-Ханс Рим | Лёгкая атлетика             | Мужчины, метание молота                               |
| Серебро | Юрген Хингзен | Лёгкая атлетика             | Мужчины, десятиборье                                  |
| Серебро | Барбара Шюттпельц | Гребля на байдарках и каноэ | Женщины, байдарки-одиночки, 500 м                     |
| Серебро | Уве Мессершмидт | Велоспорт                   | Мужчины, велотрек, гонка по очкам                     |
| Серебро | Рольф Гёльц | Велоспорт                   | Мужчины, индивидуальная гонка праследования 4000 м    |
| Серебро | Маттиас Бер | Фехтование                  | Мужчины, рапира, личное первенство                    |
| Серебро | Корнелия Ханиш | Фехтование                  | Женщины, рапира, личное первенство                    |
| Серебро | Франк Бек Маттиас Бер Маттиас Гей Харальд Хайн Клаус Райхерт | Фехтование                  | Мужчины, рапира, командное первенство                 |
| Серебро | Кристиан Бассемир Тобиас Франк Ули Хенель Карстен Фишер Карл-Йоахим Хюртер Эккхард Шмидт-Оппер Феликс Крулль Михаэль Петер Штефан Блёхер Андреас Келлер Томас Рек Маркку Славик Томас Гунст Хайнер Допп Фолькер Фрид Дирк Бринкман | Хоккей на траве             | Мужчины                                               |
| Серебро | Габи Аппель Дагмар Брайкен Беате Дайнингер Эльке Дрюлль Биргит Хаген Биргит Хан Мартина Кох Зигрид Ландграф Коринна Лингнау Кристина Мозер Патриция Отт Хелла Рот Габи Шлей Зюзанне Шмид Урсула Тилеман Андрея Вайерман-Лиц        | Хоккей на траве             | Женщины                                               |
| Серебро | Йохен Фраац Томас Хаппе Арнульф Меффле Рюдигер Найцель Михаэль Пауль Дирк Рауин Зигфрид Рох Михаэль Рот Ульрих Рот Мартин Швальб Уве Швенкер Томас Шпрингель Андреас Тиль Клаус Вёллер Эрхард Вундерлих                            | Гандбол                     | Мужчины                                               |
| Серебро | Петер-Михаэль Кольбе | Академическая гребля        | Мужчины, одиночки                                     |
| Серебро | Ульрике Хольмер | Стрельба                    | Женщины, малокалиберная винтовка с трёх позиций, 50 м |
| Серебро | Михаэль Гросс | Плавание                    | Мужчины, 200 м баттерфляем                            |
| Серебро | Томас Фарнер Михаэль Гросс Дирк Кортхальс Александер Шовтка | Плавание                    | Мужчины, эстафета 4×200 м вольным стилем              |
| Серебро | Ина Байерман Уте Хассе Свенья Шлихт Карин Зайк | Плавание                    | Женщины, эстафета 4×100 м смешанным стилем            |
| Серебро | Маркус Шерер | Борьба                      | Мужчины, греко-римская борьба, до 48 кг               |
| Серебро | Мартин Кносп | Борьба                      | Мужчины, вольная борьба, до 74 кг                     |
| Серебро | Йоахим Гризе Михаэль Маркоур | Парусный спорт              | Класс «Звёздный»                                      |
| Бронза  | Харальд Шмид | Лёгкая атлетика             | Мужчины, 400 м с барьерами                            |
| Бронза  | Клаус Плогхаус | Лёгкая атлетика             | Мужчины, метание молота                               |
| Бронза  | Зигфрид Венц | Лёгкая атлетика             | Мужчины, десятиборье                                  |
| Бронза  | Габи Буссман Хайди-Эльке Гауге Хайке Шульте-Маттлер Уте Тимм | Лёгкая атлетика             | Женщины, эстафета 4×400 м                             |
| Бронза  | Сабине Эвертс | Лёгкая атлетика             | Женщины, семиборье                                    |
| Бронза  | Манфред Цилонка | Бокс                        | Мужчины, до 71 кг                                     |
| Бронза  | Йозефа Идем Барбара Шюттпельц | Гребля на байдарках и каноэ | Женщины, байдарки-двойки, 500 м                       |
| Бронза  | Райнхард Альбер Рольф Гёльц Роланд Гюнтер Михаэль Маркс | Велоспорт                   | Мужчины, велотрек, командная гонка преследования      |
| Бронза  | Сандра Шумахер | Велоспорт                   | Женщины, шоссе, групповая велогонка                   |
| Бронза  | Клаус Эрхорн Дитмар Хогрефе Беттина Овереш Буркхард Тесдорпф | Конный спорт                | Конное троеборье, командное первенство                |
| Бронза  | Фриц Лиггес Петер Лутер Пауль Шоккемёле Франке Слотхак | Конный спорт                | Конкур, командное первенство                          |
| Бронза  | Регина Вебер | Художественная гимнастика   | Женщины                                               |
| Бронза  | Гюнтер Нойройтер | Дзюдо                       | Мужчины, до 95 кг                                     |
| Бронза  | Артур Шнабель | Дзюдо                       | Мужчины, открытая категория                           |
| Бронза  | Эллен Беккер Ирис Фёлькнер | Академическая гребля        | Женщины, двойки распашные без рулевого                |
| Бронза  | Томас Фарнер | Плавание                    | Мужчины, 200 м вольным стилем                         |
| Бронза  | Штефан Пфайффер | Плавание                    | Мужчины, 1500 м вольным стилем                        |
| Бронза  | Карин Зайк | Плавание                    | Женщины, 100 м баттерфляем                            |
| Бронза  | Ина Байерман | Плавание                    | Женщины, 200 м баттерфляем                            |
| Бронза  | Петра Циндлер | Плавание                    | Женщины, 400 м комплексным плаванием                  |
| Бронза  | Сюзанне Шустер Кристиане Пильке Карин Зайк Ирис Цшерпе | Плавание                    | Женщины, эстафета 4×100 м вольным стилем              |
| Бронза  | Армандо Фернандес Роланд Фройнд Райнер Хоппе Томас Хубер Томас Лёб Вернер Обшерникат Райнер Оссельман Франк Отто Петер Рёле Юрген Шрёдер Хаген Штамм Дирк Тайсман                                                                  | Водное поло                 | Мужчины                                               |
| Бронза  | Манфред Нерлингер | Тяжёлая атлетика            | Мужчины, свыше 110 кг                                 |

## Результаты соревнований

### Академическая гребля
В следующий раунд из каждого заезда проходили несколько лучших экипажей (в зависимости от дисциплины). В финал A выходили 6 сильнейших экипажей, ещё 6 экипажей, выбывших в полуфинале, распределяли места в малом финале B
Мужчины
| Соревнование | Спортсмены                      | Предварительный заезд | Предварительный заезд | Предварительный заезд | Отборочный заезд | Отборочный заезд | Отборочный заезд | Полуфинал | Полуфинал | Полуфинал | Финал   | Финал   | Итоговое место |
| Соревнование | Спортсмены                      | Заезд                 | Время                 | Место                 | Заезд            | Время            | Место            | Заезд     | Время     | Место     | Время   | Место   | Итоговое место |
| ------------ | ------------------------------- | --------------------- | --------------------- | --------------------- | ---------------- | ---------------- | ---------------- | --------- | --------- | --------- | ------- | ------- | -------------- |
| одиночки     | Петер-Михаэль Кольбе            | 1                     | 7:28,49               | 2                     | 2                | 7:26,62          | 1 Q              | 2         | 7:22,24   | 1 QA      | Финал A | Финал A | 2              |
| одиночки     | Петер-Михаэль Кольбе            | 1                     | 7:28,49               | 2                     | 2                | 7:26,62          | 1 Q              | 2         | 7:22,24   | 1 QA      | 7:02,19 | 2       | 2              |
| двойки       | Аксель Вёстман Томас Мёлленкамп | 1                     | 6:53,83               | 1 Q                   | не участвовали   | не участвовали   | не участвовали   | 1         | 6:57,14   | 2 QA      | Финал A | Финал A | 4              |
| двойки       | Аксель Вёстман Томас Мёлленкамп | 1                     | 6:53,83               | 1 Q                   | не участвовали   | не участвовали   | не участвовали   | 1         | 6:57,14   | 2 QA      | 6:52,53 | 4       | 4              |

### Водное поло

#### Мужчины
Состав команды
| Мужская сборная ФРГ по водному поло | Мужская сборная ФРГ по водному поло | Мужская сборная ФРГ по водному поло | Мужская сборная ФРГ по водному поло | Мужская сборная ФРГ по водному поло | Мужская сборная ФРГ по водному поло | Мужская сборная ФРГ по водному поло | Мужская сборная ФРГ по водному поло |
| №                                   | Имя                                 | Дата рождения (возраст)             | Рост                                | Вес                                 | Клуб                                | Игры                                | Голы                                |
| ----------------------------------- | ----------------------------------- | ----------------------------------- | ----------------------------------- | ----------------------------------- | ----------------------------------- | ----------------------------------- | ----------------------------------- |
| 1                                   | Петер Рёле (GK)                     | 6 марта 1957 (27 лет)               | 1,93 м                              | 90 кг                               | Шпандау 04                          | 7                                   | 0                                   |
| 2                                   | Томас Лёбб                          | 11 июля 1957 (27 лет)               | 1,97 м                              | 91 кг                               | Шпандау 04                          | 7                                   | 12                                  |
| 3                                   | Франк Отто                          | 10 февраля 1959 (25 лет)            | 1,93 м                              | 94 кг                               | Каннштатт                           | 7                                   | 18                                  |
| 4                                   | Райнер Хоппе                        | 26 января 1962 (22 года)            | 1,91 м                              | 95 кг                               | ДСВ 98                              | 7                                   | 2                                   |
| 5                                   | Армандо Фернандес                   | 11 мая 1955 (29 лет)                | 1,75 м                              | 73 кг                               | Шпандау 04                          | 7                                   | 6                                   |
| 6                                   | Томас Хубер                         | 4 ноября 1963 (20 лет)              | 1,90 м                              | 90 кг                               | Дуйсбург                            | 7                                   | 0                                   |
| 7                                   | Юрген Шрёдер                        | 16 декабря 1960 (23 года)           | 1,81 м                              | 78 кг                               | Роте Эрде                           | 7                                   | 1                                   |
| 8                                   | Райнер Оссельман                    | 25 июля 1960 (24 года)              | 1,86 м                              | 88 кг                               | Дуйсбург                            | 7                                   | 6                                   |
| 9                                   | Хаген Штамм                         | 12 июня 1960 (24 года)              | 1,91 м                              | 100 кг                              | Шпандау 04                          | 7                                   | 15                                  |
| 10                                  | Роланд Фройнд                       | 17 июня 1955 (29 лет)               | 1,81 м                              | 86 кг                               | Шпандау 04                          | 7                                   | 6                                   |
| 11                                  | Дирк Тайсман                        | 8 июня 1963 (21 год)                | 1,83 м                              | 95 кг                               | Шпандау 04                          | 7                                   | 3                                   |
| 12                                  | Вернер Обшерникат                   | 9 июля 1955 (29 лет)                | 1,80 м                              | 78 кг                               | ДСВ 98                              | 7                                   | 5                                   |
| Главный тренер: Николаэ Фироиу      |                                     |                                     |                                     |                                     |                                     |                                     |                                     |

Результаты
Группа C
| Место | Команда   | И | В | Н | П | МЗ | МП | МР  | Очки |
| ----- | --------- | - | - | - | - | -- | -- | --- | ---- |
| 1     | ФРГ       | 3 | 3 | 0 | 0 | 35 | 18 | +17 | 6    |
| 2     | Австралия | 3 | 1 | 1 | 1 | 27 | 20 | +7  | 3    |
| 3     | Италия    | 3 | 1 | 1 | 1 | 27 | 23 | +4  | 3    |
| 4     | Япония    | 3 | 0 | 0 | 3 | 15 | 43 | -28 | 0    |

| 1 августа 1984 | ФРГ                                                                                | 10:6 | Австралия                                                                              | Лос-Анджелес Судьи: Кларич, Цантас |
| 1 августа 1984 | Хаген Штамм — 4 Франк Отто — 3 Томас Лёбб, Армандо Фернандес, Райнер Оссельман — 1 | Голы | 2 — Кристофер Уиброу 1 — Раймонд Майерс, Чарльз Тёрнер, Мартин Каллаган, Рассел Бассер | Лос-Анджелес Судьи: Кларич, Цантас |

| 2 августа 1984 | ФРГ | 15:8 | Япония                                                                              | Лос-Анджелес Судьи: Фукс, Хермстад |
| 2 августа 1984 | Франк Отто, Хаген Штамм — 4 Роланд Фройнд — 2 Томас Лёбб, Райнер Хоппер, Юрген Шрёдер, Райнер Оссельман, Вернер Обшерникат — 1 | Голы | 2 — Нарихито Тайма, Тосио Фукумото, Хисахару Сайто 1 — Ёсифуми Сайто, Кодзи Вакаёси | Лос-Анджелес Судьи: Фукс, Хермстад |

| 3 августа 1984 | ФРГ                                                                             | 10:4 | Италия                                                                | Лос-Анджелес Судьи: Вусек, Клишович |
| 3 августа 1984 | Томас Лёбб — 4 Франк Отто, Хаген Штамм — 2 Армандо Фернандес, Роланд Фройнд — 1 | Голы | 1 — Марио Фьонильо, Марко Джалли, Марко Д’Альтруи, Винченцо Д’Анджело | Лос-Анджелес Судьи: Вусек, Клишович |

Финальный раунд
| Место | Команда    | И | В | Н | П | МЗ | МП | МР  | Очки |
| ----- | ---------- | - | - | - | - | -- | -- | --- | ---- |
| 1     | Югославия  | 5 | 4 | 1 | 0 | 47 | 33 | +14 | 9    |
| 2     | США        | 5 | 4 | 1 | 0 | 43 | 34 | +9  | 9    |
| 3     | ФРГ        | 5 | 2 | 1 | 2 | 49 | 34 | +15 | 5    |
| 4     | Испания    | 5 | 1 | 2 | 2 | 42 | 46 | -4  | 4    |
| 5     | Австралия  | 5 | 1 | 1 | 3 | 37 | 48 | -11 | 3    |
| 6     | Нидерланды | 5 | 0 | 0 | 5 | 25 | 48 | -23 | 0    |

| 6 августа 1984 | ФРГ                                                                     | 8:8  | Испания                                                     | Лос-Анджелес Судьи: Папазьян, Ганелл |
| 6 августа 1984 | Франк Отто — 3 Хаген Штамм, Вернер Обшерникат — 2 Армандо Фернандес — 1 | Голы | 4 — Мануэль Эстиарте 3 — Альберто Каналь 1 — Антонио Агилар | Лос-Анджелес Судьи: Папазьян, Ганелл |

| 7 августа 1984 | ФРГ | 9:10 | Югославия                                                                                                  | Лос-Анджелес Судьи: Вусек, Пиццорно |
| 7 августа 1984 | Томас Лёбб — 3 Армандо Фернандес — 2 Франк Отто, Райнер Оссельман, Дирк Тайсман, Вернер Обшерникат — 1 | Голы | 2 — Веселин Дьюхо, Меливой Бебич, Томислав Паскавин 1 — Дени Лушич, Зоран Ройе, Горан Сукно, Драган Андрич | Лос-Анджелес Судьи: Вусек, Пиццорно |

| 9 августа 1984 | ФРГ                                        | 7:8  | США | Лос-Анджелес Судьи: Мартинес, Де Стефано |
| 9 августа 1984 | Томас Лёбб, Франк Отто — 3 Хаген Штамм — 1 | Голы | 2 — Терри Шрёдер 1 — Гэри Фигероа, Питер Кэмпбелл, Дуглас Бурк, Джон Саймэн, Эндрю Макдональд, Джоди Кэмпбелл | Лос-Анджелес Судьи: Мартинес, Де Стефано |

| 10 августа 1984 | ФРГ | 15:2 | Нидерланды                    | Лос-Анджелес Судьи: Фукс, Папазьян |
| 10 августа 1984 | Хаген Штамм — 5 Райнер Оссельман — 3 Франк Отто — 2 Райнер Хоппе, Армандо Фернандес, Юрген Шрёдер, Вернер Обшерникат — 1 | Голы | 1 — Нико Ландеверд, Эд ван Эс | Лос-Анджелес Судьи: Фукс, Папазьян |

Итог: -е место